# Ghanas grundlagsomröstning 1964
Grundlagsomröstningen i Ghana 1964 hölls den 31 januari. Omröstningen gällde om grundlagen skulle ändras så att landet blev en enpartistat och om president Kwame Nkrumahs makt skulle ökas. Det officiella valresultatet var att otroliga 99,91% röstade för dessa förändringar vilket ledde till anklagelser om att det hela var "uppenbart riggat".

## Officiellt resultat
| Val                               | Röster    | Procent |
| --------------------------------- | --------- | ------- |
| För                               | 2,773,920 | 99.91   |
| Emot                              | 2,452     | 0.09    |
| Totalt                            | 2,776,372 | 100     |
| Källa: African Elections database |           |         |

## Efter omröstningen
Efter omröstningen blev landet officiellt en enpartistat med Convention People's Party som enda legala politiska parti. Dock hade Ghana i stort sett fungerat som en enpartistat ända sedan självständigheten 1957. 